# Odrava (řeka)
Odrava (německy Wondreb) je řeka na pomezí Bavorska a západních Čech, pravostranný přítok řeky Ohře. Na německém území odvodňuje část okresu Tirschenreuth ve vládním obvodu Horní Falc a na českém území část okresu Cheb v Karlovarském kraji. Na dolním toku Odravy se nachází vodní nádrž Jesenice.

## Popis toku
Odrava pramení na německém území jako Nikolausbach jen několik set kroků od státní hranice na úbočí Hraničního vrchu (732 m) severozápadně od městyse Mähring. Tok míří zpočátku jihozápadním směrem, jméno Wondreb přebírá po několika kilometrech od soutoku s potokem Griesbach u osady Hiltershof. Po zbytek své pouti opisuje Odrava velký oblouk zhruba ve směru hodinových ručiček, protéká městem Waldsassen a poblíž Hrozňatova vstupuje na české území. Zde hraničními znaky 17–17/6 tvoří státní hranici mezi Českem a Německem v délce 0,67 km.
Východně od Chebu zadržuje vody Odravy přehrada Jesenice, dokončená roku 1961. Tato vodní nádrž o rozloze 7,5 km² slouží především nadlepšování stavu Ohře pro průmyslový odběr vody na jejím dalším toku, ochraně před povodněmi a k rekreaci. Zhruba tři kilometry pod přehradní hrází dovršuje Odrava po průtoku vsí stejného jména svůj běh vyústěním do řeky Ohře nedaleko Mostova.

## Ochrana přírody
Odrava protéká na německém území přírodní rezervací Wondreb-Aue nad obcí Grossensees. Chráněné jsou meandry a podmáčené louky. Platí zde celoroční zákaz plavby a vstup pro pěší je možný pouze po značené turistické stezce.

### Větší přítoky
na území ČR
(levý/pravý)
- Mohelnský potok (P)
- Stebnický potok (P)
- Jesenický potok (P)
- Lipoltovský potok (P)
- Kozelský potok (P)

## Vodní režim
Průměrný průtok u ústí činí 3,95 m³/s.
Hlásný profil:
| místo           | říční km | plocha povodí | průměrný průtok (Qa) | stoletá voda (Q100) |
| --------------- | -------- | ------------- | -------------------- | ------------------- |
| pod VD Jesenice | 2,40     | 411,60 km²    | 2,84 m³/s            | 139 m³/s            |

## Galerie

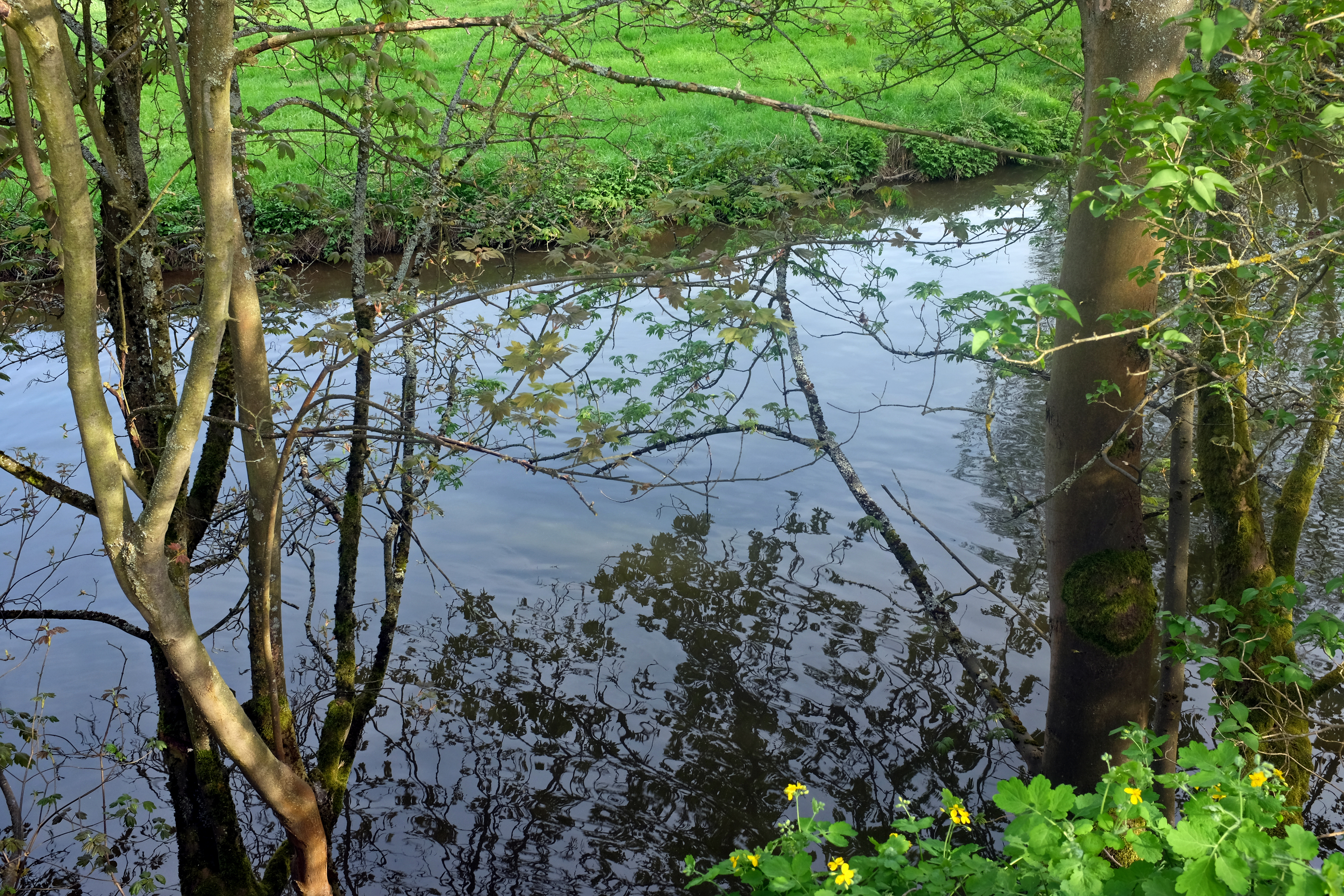
Odrava pod Waldsassenem (Německo)
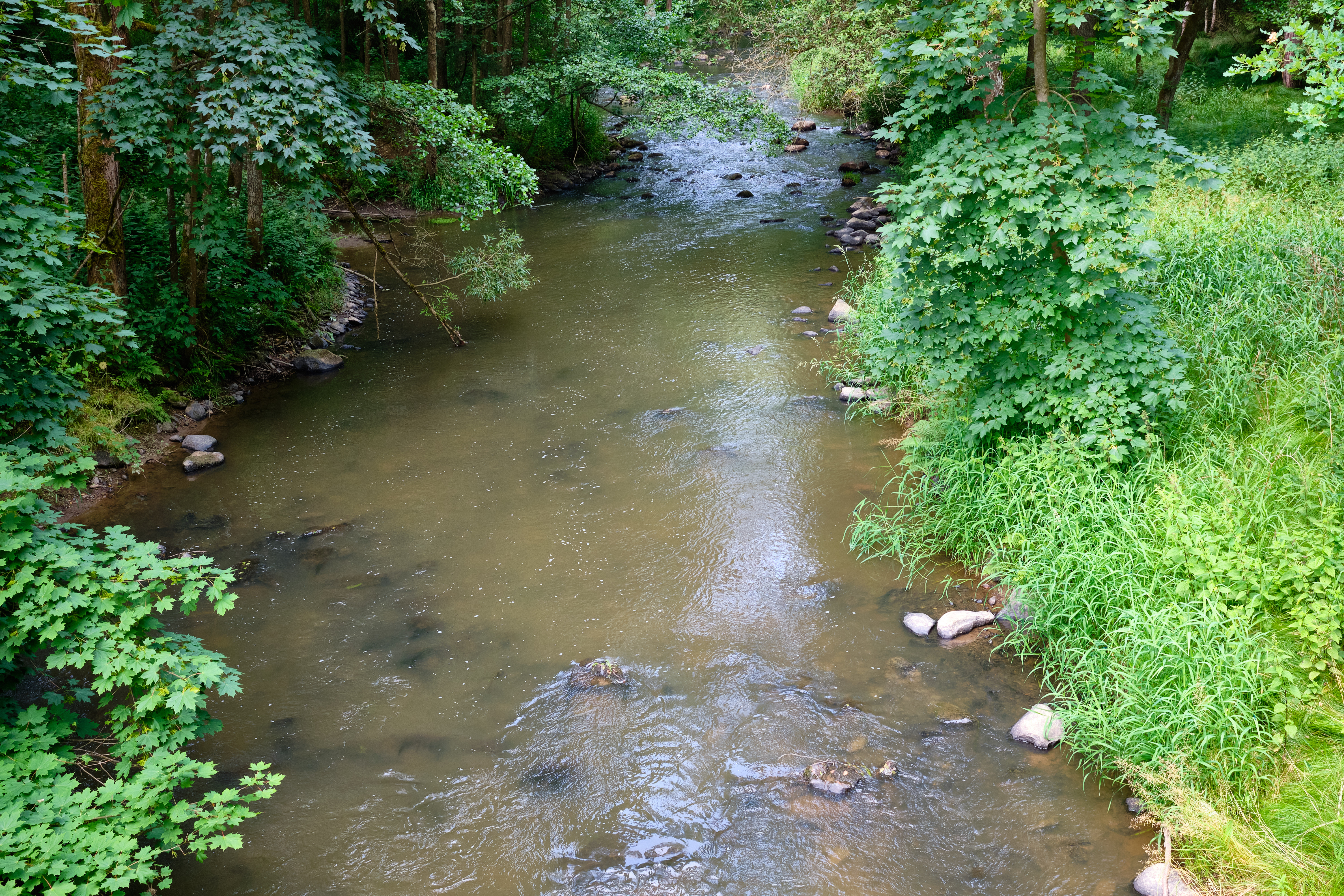
Odrava ve Starém Hrozňatově (Česko)
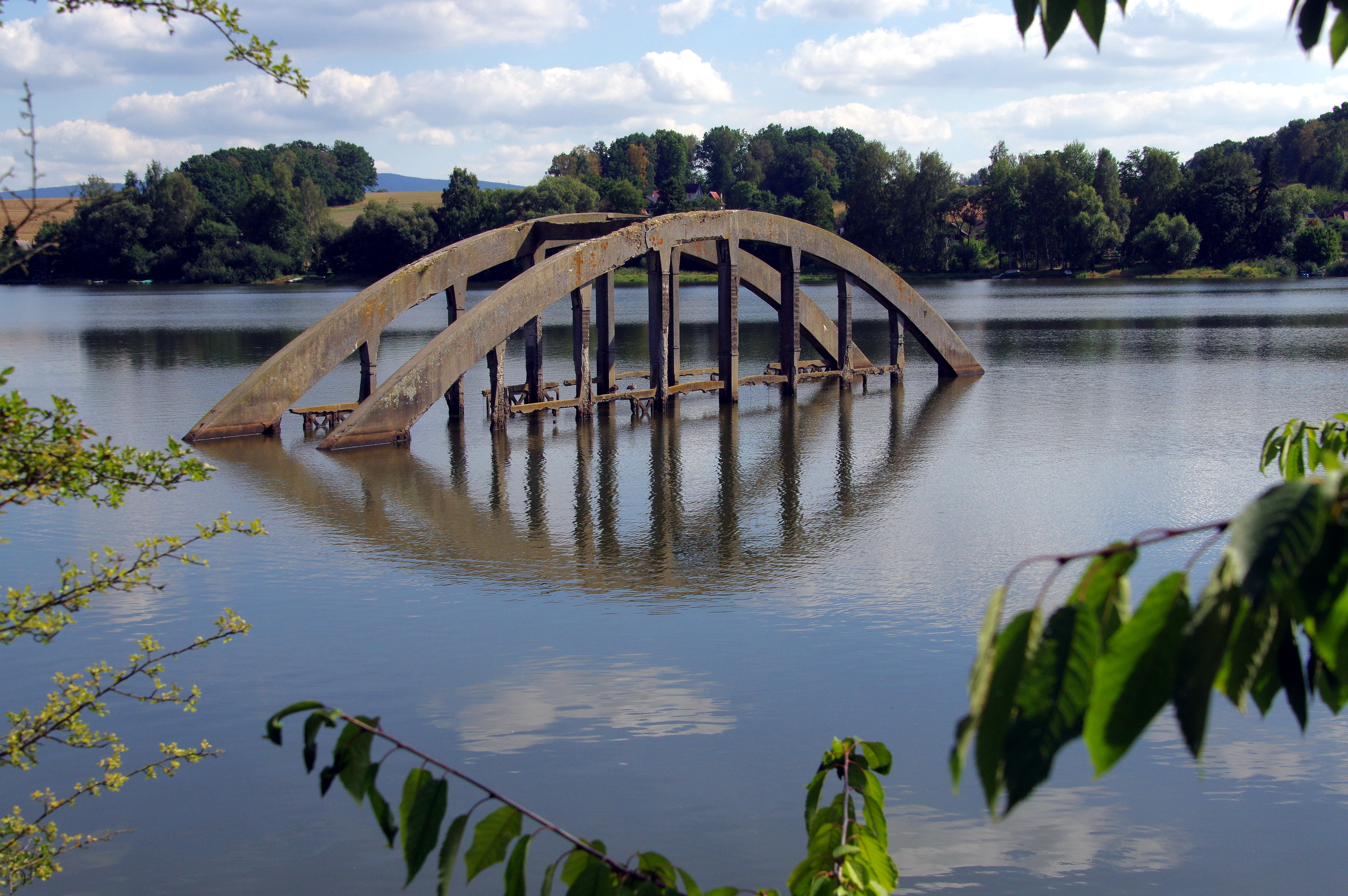
Odrava zatopený most ve Všeboři (Česko)
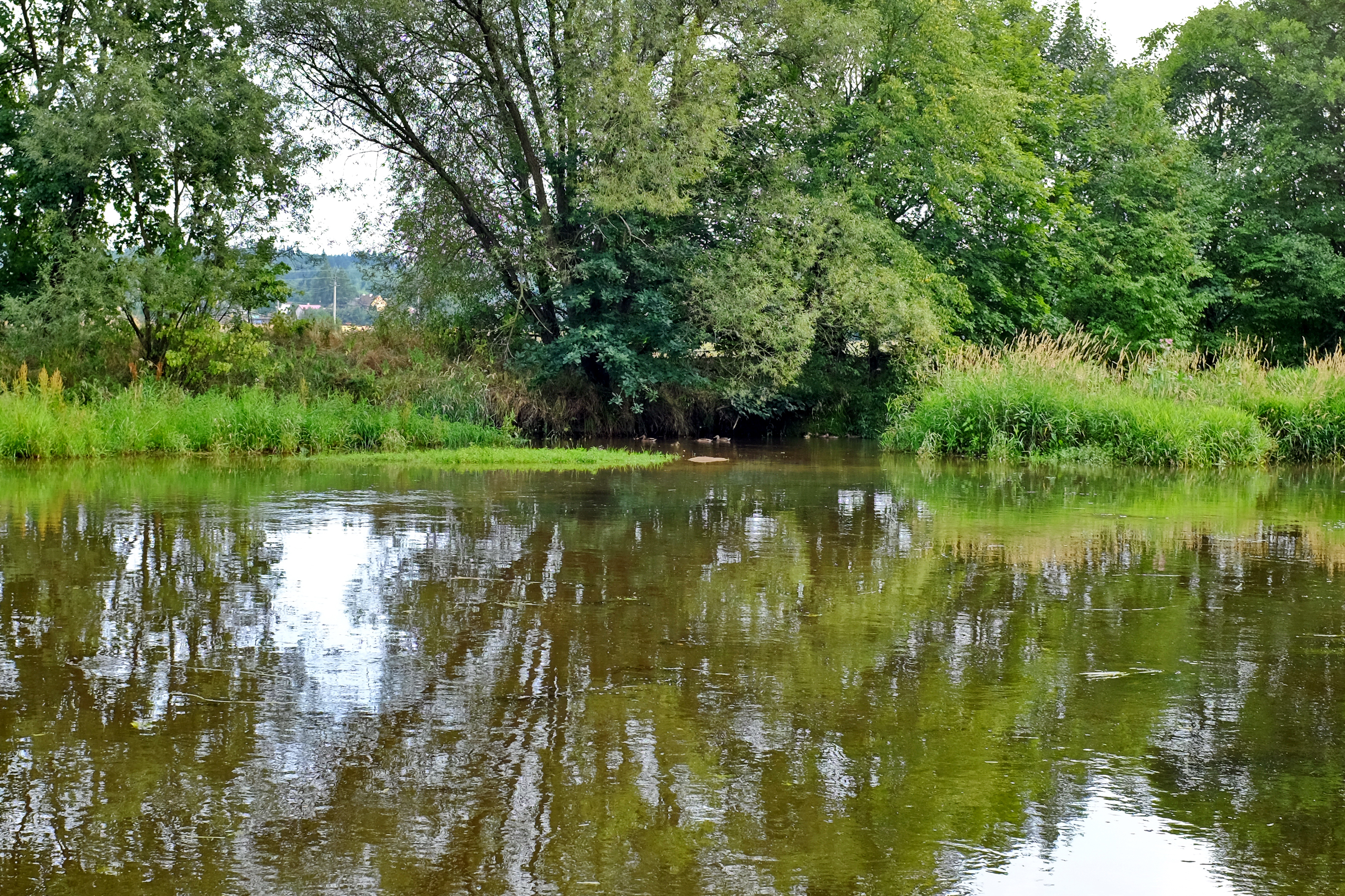
Na soutoku s Ohří (Česko)